# Craig Monaghan
Craig Monaghan (ur. 7 marca 1967) – nowozelandzki judoka.
Uczestnik mistrzostw świata w 1991. Złoty medalista mistrzostw Oceanii w 1990 i srebrny w  1988. Mistrz kraju w 1988, 1990, 1991 i 1992 roku.